# 韦勒河畔圣朱利安
韦勒河畔于连（法語：Saint-Julien-sur-Veyle，法語發音：[sɛ̃ ʒyljɛ̃ syʁ vɛl]）是法国安省的一个市镇，位于该省西部，属于布雷斯地区布尔格区。

## 地理
韦勒河畔圣于连（46°12'8"N, 4°57'15"E）面积9.84 平方千米，位于法国奥弗涅-罗讷-阿尔卑斯大区安省，该省份为法国东部省份，北起汝拉省，西北接索恩-卢瓦尔省，西接罗讷省和里昂大都会，南至伊泽尔省，东与萨瓦省、上萨瓦省和瑞士接壤。
与韦勒河畔圣于连接壤的市镇（或旧市镇、城区）包括：比济亚、伊利亚、圣安德烈迪里亚、叙利尼亚、沃纳。
韦勒河畔圣于连的时区为UTC+01:00、UTC+02:00（夏令时）。

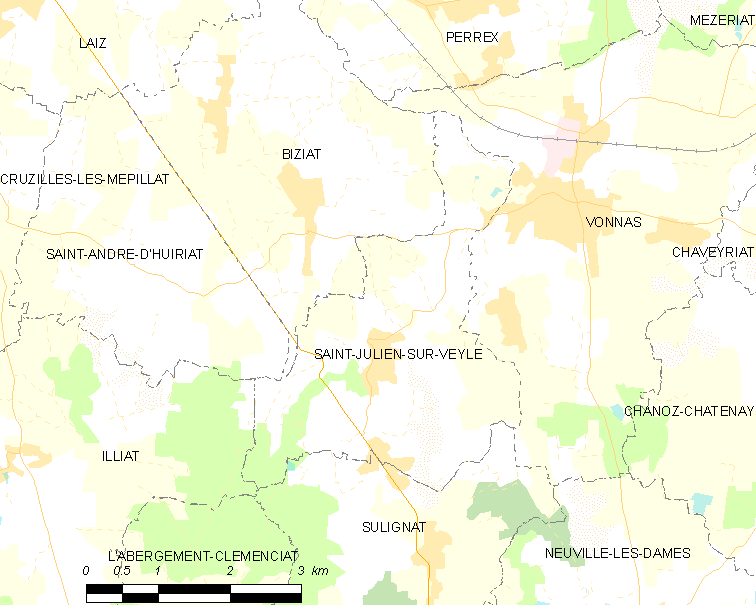
韦勒河畔圣于连的OSM定位图

## 行政
韦勒河畔圣于连的邮政编码为01540，INSEE市镇编码为01368。

## 政治
韦勒河畔圣于连所属的省级选区为沃纳县。

## 人口

1962-2008年间韦勒河畔圣于连人口变化图示

韦勒河畔圣于连于2022年1月1日时的人口数量为853人。